# Биафо

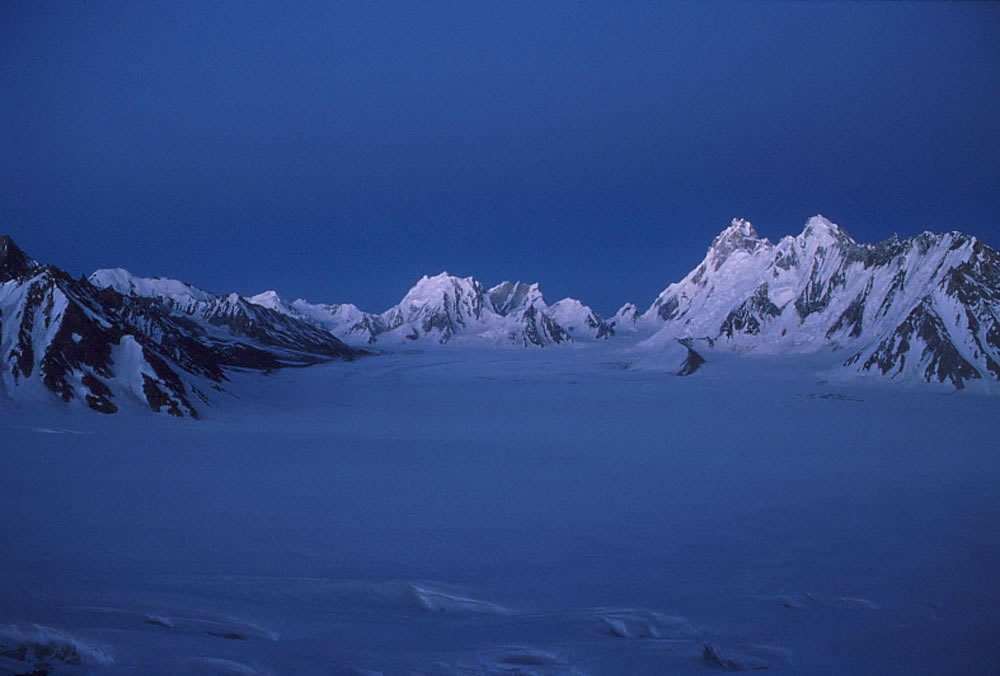
Замёрзшее озеро в Биафо

Биа́фо — один из крупнейших ледников, расположенных вне полярных областей. Ледник находится в Центральном Каракоруме в пакистанской части Кашмира — Гилгит-Балтистане.
Длина ледника 63 км, площадь 100 км². Протяжённость ледника в 63 км соответствуют длине ледника Балторо с притоком Южный Гашербрум, который начинается с плато 7200 между вершинами Гашербрум IV (7932) и Гашербрум III (7946).